# Hawrania Szczerbina
Hawrania Szczerbina (ok. 2120 m) – przełączka w południowo-zachodniej grani masywu Hawrania (Havran) w Tatrach Bielskich na Słowacji, pomiędzy jego głównym wierzchołkiem 2152 m i Hawranią Czubką (ok. 2125 m). Znajduje się w grani głównej Tatr Bielskich. Na południowo-wschodnią stronę opada z niej bardzo stromy żleb będący jedną z odnóg Szerokiego Żlebu. Jest on płytowo-trawiasty i kruchy. Na północ, do Hawraniego Kotła opada niezbyt stromy, trawiasty stok.
Nazwę przełęczy wprowadził Władysław Cywiński w 4 tomie przewodnika Tatry. 